# Savignia ussurica
Savignia ussurica är en spindelart som beskrevs av Kirill Yeskov 1988. Savignia ussurica ingår i släktet Savignia och familjen täckvävarspindlar. Inga underarter finns listade i Catalogue of Life.